# Роберт, граф де Мортен
Роберт де Мортен (англ. Robert, Count of Mortain; около 1031 — 9 декабря 1095) — граф де Мортен примерно с 1063 года, виконт де Контвиль с 1066 года, один из соратников и единоутробный брат Вильгельма Завоевателя, активный участник нормандского завоевания Англии. В некоторых поздних источниках он называется с титулом «граф Корнуолл», однако никогда его не использовал, хотя и обладал в Корнуолле такой же властью, как и более поздние графы.

## Происхождение
Отцом Роберта был нормандский магнат Эрлуэн (около 1010 — около 1055). Его происхождение неизвестно. Около 1030 года он получил титул виконта де Контвиля и владения вокруг Грестена к югу от устья Сены. Незадолго до этого он женился на Герлеве — бывшей любовницы герцога Нормандии Роберта Дьявола, матери нормандского герцога Вильгельма Завоевателя. Таким образом, Роберт приходился единоутробным братом будущему завоевателю Англии. Из источников известно, что в браке Эрлуэна и Герлевы родился ещё один сын — Одо, ставшим епископом Байё, а также дочь по имени Мюриэль, жена Эда, виконта Котантена. В источниках упоминаются ещё двое единокровных братьев Роберта и Одо — Ральф и Жан, родившихся во втором браке его отца с некоей Фредесендой; они владели некоторыми землями в Нормандии, но кроме этого об их биографии известно мало. Возможно, что старший из них является одним лицом с Радульфом де Контвилем, который согласно «Книге Страшного суда» в 1086 году владел землями в Сомерсете и Девоне. Дэвид Бейтс считает, что, вероятно, ещё одной сестрой Роберта и Одо была неизвестная по имени жена имевшего владения в Южной Нормандии Гильома де Ла-Ферте-Масе.

## Граф Мортен
Вероятно, что Роберт воспитывался вместе со своим единоутробным братом Вильгельмом, ставшим после смерти отца герцогом Нормандии. В дальнейшем он неизменно сохранял преданность брату. В качестве награды герцог пожаловал ему графство Мортен, которой располагалось на границе Нормандии с Бретанью и Мэном. Это был стратегически важный для герцогства регион, который был весьма чувствитеолен к изменению политики. Позже некоторые земли, формально принадлежавшие правителям Мэна, также отошли к Роберту. Восточная граница графства располагалась рядом с Донфроном — западной частью владений, управляемых беспокойным родом Беллемов.
Точно неизвестно, когда именно Роберт получил Мортен. Ранее графство принадлежало представителям младших ветвей Нормандской династии. В 1026 году первый граф Мортен, Ричард, сын Роберта, графа Авраншского, незаконнорождённого сына герцога Ричарда I, был изнан из Нормандии, после чего графом стал другой герцогский внук — Гильом Герлан, сын графа Корбея Може, но между 1055 и 1063 годами он в свою очередь был смещён с должности графа по «незначительным пустяковым предлогам», как сообщает об этом Ордерик Виталий. При этом в своих дополнениях к «Gesta Normannorum ducum» Гильома Жюмьежского хронист расширяет историю, сообщая, что Вильгельм Завоеватель сместил родственника после того, как услышал, что тот обещал рыцарю, жаловавшемуся на нехватку доступной добычи, разбогатеть, посольку в течение 80 дней он сможет получить в герцогстве любую добычу, какую пожелает. Обвинённый в мятеже Гильом Герлан был сослан из Нормандии. Брайан Голдинг полагает, что граф Мортен был вовлечён в мятеж магнатов Западной Нормандии против герцога. Изгнав неспокойного родственника, Вильгельм укрепил свою власть в этом регионе, а следующим шагом стала передача этих владений брату. Историк полагает, что вряд ли пожалование могло состояться ранее 1063 года: в этом году герцог проводил военную кампанию в Мэне, а Гильом Герлан, возможно, был свидетелем его грамот вплоть до 1064 года. Впервые Роберт упоминается в качестве графа в 1063 году в хартии, которую Вильгельм выдал аббатству Сен=Жюльен-де-Тур.
Около 1066 года умер Эрлуэн, отец Роберта, после чего он унаследовал семейные владения. В итоге в его владении оказалось несколько земельных массивов. Один концентрировался только вокруг замка Мортен, другой — в Северном Котантене, возможно, управляемый из Ла-Э-дю-Пюи, где у графа был замок. Еще одна часть владений располагалась вокруг Контвиля, центра его родовых владений, изначально не входивших в состав графства Мортен. Хотя само графство Мортен было достаточно бедным на сельскохозяйственные ресурсы, оно располагалось на нескольких важных торговых путях. Используя это положение, Роберт создал 10 ярмарок. Минимум 4 из них были связаны с замками: кроме Мортена, это были Сент-Илер-дю-Аркуэ, Ле-Тийёль и Теншбре, которые были сгруппированы вокруг Мортена, создавая внушительную оборонительную линию вдоль юго-западной границе Нормандии. К 1082 году Роберт захватил ещё и замок Горрон на юге, ставший важной оборонительной базой против графа Анжу Фулька IV Решена.
Также укреплению нормандской границы в этом регионе поспособствовал брак Роберта с Матильдой, дочерью Роджера де Монтгомери и Мабели де Беллем. Связи матери жены с графами Тулузы и Барселоны впоследствии сыграли важную роль в установлении связей графа Мортена с Южной Францией, когда он выдал свою дочь за графа Тулузы. Брак был заключён не позже 1066 года. Позже Роберт де Монтгомери подарил дочери (возможно, в качестве приданого) 32 гайды земель в Англии, сосредоточенных в Нортгемптоншире и Бакингемшире. После смерти Матильды Роберт между 1082 и 1084 годами подарил эти земли аббатству Грестейн, основанному его отцом в 1050 году, где его жена и была похоронена.

## Завоевание Англии
В 1066 году Роберт участвовал в знаменитом совете нормандских баронов в Лильбоне, на котором герцог Вильгельм получил одобрение своему плану организовать вторжение в Англию с целью приобретения английской короны. Для этой экспедиции Роберт предоставил 120 судов и стал одним из лидеров нормандской армии. Он принимал активное участие в битве при Гастингсе и последующем покорении страны нормандцами. Вскоре после своей коронации английским королём Вильгельм I предоставил своему младшему брату титул графа Корнуолла и обширные земельные владения в юго-западной и средней Англии. В Корнуолле Робер основал замок Лонсестон который стал его резиденцией. Согласно оценкам, сделанным на основе данных «Книги Страшного суда», Роберт получил 793 поместья, из которых большинство располагалось в Корнуолле, но также в Йоркшире, Нортгемптоншире, Девоншире, Дорсете, Суссексе и ещё порядка десяти графствах. Кроме того граф получил город-порт Певенси на юго-восточном побережье Англии. Во время кампании 1069—1070 годов («Опустошение Севера») Роберт возглавлял вспомогательные части нормандской армии, блокирующие в районе устья Хамбера датскому флоту подступы к основному театру боевых действий в Йоркшире.
Роберт сохранил расположение короля Вильгельма I до самой его смерти. Незадолго до кончины короля, он убедил его простить их брата Одо, епископа Байё, более четырёх лет находившегося в тюрьме. После смерти Вильгельма Завоевателя Роберт вместе с Одо возглавили восстание английских магнатов в 1088 году против Вильгельма II Руфуса с целью возведения на престол нормандского герцога Роберта Куртгёза. Во время восстания, с апреля по июнь 1088 года, граф де Мортен оборонял крепость Певенси от войск короля, однако был вынужден подчиниться и принести клятву верность Вильгельму II.

## Семья
Роберт был женат на Матильде, дочери Роджера де Монтгомери, 1-го графа Шрусбери. Они имели нескольких детей, среди которых старшим был Вильгельм, наследовавший своему отцу в нормандских и английских ленах в 1095 году, а также Эмма, ставшая женой Гийома IV, графа Тулузы. Роберт де Мортен скончался 8 декабря 1095 года и был захоронен в монастыре Святого Грестана в Нормандии.